# Напівпалий гекон турецький
Напівпалий гекон турецький, гекон турецький (Hemidactylus turcicus) — гекон родини геконових (Gekkonidae). Поширений переважно у Південній Європі, Західній Азії та Північній Африці.

## Опис
Сягає загальної довжини 15 см. Має світло-коричневий або сіруватий колір с темнішими плямами, багато горбків, черево у нього білого кольору. Рило округле, вухо відкрите овальне, майже на половину діаметра ока, тулуб та кінцівки помірні. Голова з великими зернятками спереду, ззаду дрібними зернятками перемішані з круглими горбиками. Верхня поверхня тулуба вкрита дрібними зернятками. які перемішані з великими горбиками. що розташовані у 14 або 16 правильних поздовжніх рядів. Самці турецького гекона мають від 4 до 10 преанальних пор. Хвіст циліндричний, злегка вдавлений, звужується на кінці, покритий поперечним рядом великих ребристих горбків та розширених пластин. 

## Поширення
Мешкає у Північній Африці, Південній Європі, Близькому Сході, Аравійському півострові. Часто живе порядом з людиною, переміщується разом із ним, завдяки чому значно розширився його попередній природний ареал. Багато з представників цього виду потрапили до Центральної та Північної Америки.

## Особливості біології
Населяє місцевості з розрідженою деревно-чагарниковою рослинністю. Часто ховаються серед листя. Водночас зустрічаються на рівнинах, у напівпустелях. Це нічна тварина. 
Гекон турецький належить до яйцекладних плазунів. Самиці відкладають до 2 яєць. За сезон буває декілька кладок.
Живиться безхребетними, переважно комахами.
Тривалість життя гекона дорівнює 9—10 рокам.

## Охорона
Стан більшості природних популяцій виду в межах ареалу залишається більш-менш стабільним, за що  він, згідно з Червоним списку МСОП, отримав охоронний статус «відносно благополучний вид». Окремі субпопуляції потерпають через втрату середовища існування внаслідок інтенсифікації сільського господарства, рекреації (тварин час від часу переслідують на туристичних курортах) та певного збору ящірок для торгівлі домашніми тваринами. Тому гекон турецький занесений до Додатку ІІІ Бернської конвенції (охоронна категорія: вид потребує охорони).
Гекон турецький як елемент біорізноманіття охороняється на низці природоохоронних територій. Потрібні подальші таксономічні дослідження цього виду, особливо щодо популяцій у східній та аравійській частинах ареалу.